# Charles De Geer (1660–1730)
Charles De Geer af Leufsta, född 13 september 1660 i Norrköping, död 6 maj 1730 på Lövsta bruk, var en svensk brukspatron och godsherre samt landshövding.

## Biografi
Charles De Geer var son till den från Amsterdam härstammande Louys de Geer, van Finspång en Rijnhuizen och Johanna Parmentier från Utrecht. 1692 fick han Lövstabruk av sin farbror Emmanuel De Geer och anlade Karlholmsbruk. Efter rysshärjningarna 1719–1721 lät han återuppbygga Lövstabruks kyrka och Lövstabruk sedan alltsammans blivit 1719 avbränt av ryssarna. 1728 utnämndes han till landshövding.
Utöver Lövsta ägde han bland annat Österbybruk, Hargs bruk, Tobo, Örbyhus, Finnerånger samt Stora Väsby. Han avled ogift och hastigt sedan han i maj 1730 testamenterat Lövsta och Väsby till fideikommiss åt sin brorson Charles De Geer af Leufsta som övertog egendomen då endast tio år gammal. Han begravdes den 11 januari 1731 i en grön marmorkista i familjegraven på Lövstabruks kyrka. Altartavlan i Hammarby kyrka var en gåva av honom.